# Stanisław Nowak (działacz emigracyjny)

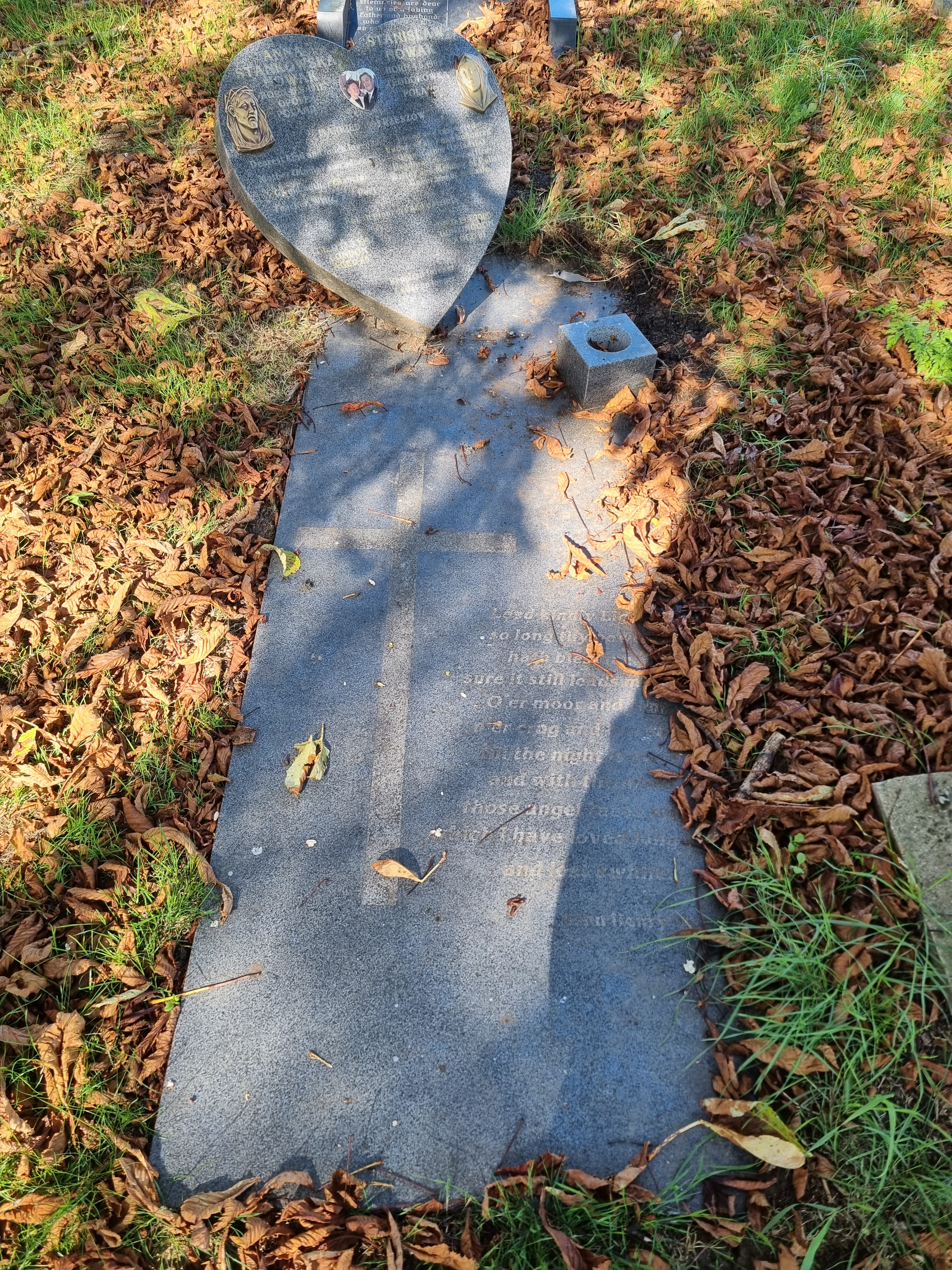
Grób Stanisława Nowaka

Stanisław Nowak (ur. 4 czerwca 1909 w Teodorówce, zm. 19 stycznia 2000 w Huntingdon) – oficer piechoty Wojska Polskiego, działacz emigracyjny, nauczyciel, minister w polskich rządach na uchodźstwie, prezes Związku Ziem Wschodnich RP.

## Życiorys
Ukończył seminarium nauczycielskie w Krośnie, następnie był kierownikiem szkoły powszechnej w Jeziorku koło Stanisławowa. 
Na stopień podporucznika został mianowany ze starszeństwem z 1 stycznia 1933 i 272. lokatą, a na stopień porucznika został mianowany ze starszeństwem z 1 stycznia 1938 i 79. lokatą w korpusie oficerów rezerwy piechoty. W 1934 posiadał przydział w rezerwie do 48 pułku piechoty w Stanisławowie.
W wojnie obronnej w 1939 walczył  w szeregach 48 pp, następnie internowany na Węgrzech, skąd przez Jugosławię uciekł na Bliski Wschód. Tam został żołnierzem Samodzielnej Brygady Strzelców Karpackich, służył w Egipcie, w jednostkach tyłowych, następnie był zastępcą dowódcy batalionu w 7 Dywizji Piechoty. Walczył także w szeregach 2 Korpusu we Włoszech, uczestniczył m.in. w bitwie o Bolonię.
Po II wojnie światowej pozostał na emigracji, pracował jako nauczyciel, w latach 1955–1956 kierował polską szkołą w Peckham, od 1957 był kierownikiem Szkoły Średniej Przedmiotów Ojczystych im. Bolesława Chrobrego w Camberwell (była to szkoła sobotnia).
Brał czynny udział w życiu politycznym i społecznym emigracji. M.in. w latach 1956–1963 był członkiem Wydziału Oświaty i Wychowania, członkiem I (wybrany przez Prezydenta 14 maja 1957), II (na wniosek Komisji Skarbu Narodowego na Wielką Brytanię), III (z wyboru) i IV Rady Rzeczypospolitej Polskiej (z wyboru). 
W październiku 1963 został ministrem wyznań religijnych, oświaty i kultury w trzecim rządzie Antoniego Pająka. 16 lipca 1965 został członkiem Głównej Komisji Skarbu Narodowego. W lipcu 1970 objął stanowisko ministra skarbu w rządzie Zygmunta Muchniewskiego. Tę ostatnią funkcję pełnił także w pierwszym rządzie Alfreda Urbańskiego.
Od 1933 był żonaty Anną Nowak, z d. Stańkowską, z którą od 1971 wydawał pismo Kwartalnik kresowy (po śmierci żony w 1992, samodzielnie do 1998), za co w 1991 otrzymał razem z nią nagrodę Stowarzyszenia Polskich Kombatantów. W latach 80. został prezesem Związku Ziem Wschodnich RP.
Został pochowany na Camberwell Old Cemetery (32929 SQ9).